# Montebello (California)
Montebello è una città situata nella Contea di Los Angeles, Stati Uniti, nella part sud-ovest della Valle di San Gabriel. Fa parte del Gateway COG (Gateway Cities Council of Governments). Il nome di questa città ha origini italiane.

## Storia
Prima dell'arrivo degli spagnoli, la terra lungo il Rio Hondo era popolata dai Tongva, popolazione Uto-azteca appartenente alla famiglia dei nativi americani. I Tongva occuparono gran parte del bacino di Los Angeles e delle isole di Santa Catalina, San Nicolas, San Clemente e Santa Barbara. Quando l'esploratore spagnolo Juan Rodrigues Cabrillo, nel 1542, giunse alle coste di Santa Catalina, i Tongva uscirono allo scoperto per incontrarlo. Il linguaggio del popolo Tongva era diverso da quello delle tribù indiane vicine, per questo venne soprannominato dagli spagnoli Gabrielino. I Gabrielini vivevano in strutture cubiche con tetti di paglia. Gli esponenti di entrambi i sessi portavano i capelli lunghi e il corpo tatuato. Erano soliti indossare pelli animali durante tutte le stagioni, eccezione per gli uomini che d'inverno si spogliavano quasi completamente. Malattie europee uccisero molti Tongva, tanto che nel 1870 l'area da loro abitata risultava popolata da pochi nativi.
I missionari francescani, Padre Angel Somera e Pedro Cambon, fondarono l'8 settembre 1771 la missione di San Gabriel Arcangel, vicino a dove oggi San Gabriel Boulevard interseca il Rio Hondo. Questo segnò l'inizio dell'insediamento spagnolo a Los Angeles. 
La missione di San Gabriel Arcangel è il quarto edificio di una missione stabilitasi lungo El Camino Real californiano.
La missione, al momento della fondazione, era composta da un ranch e una fattoria, ma, sei anni dopo l'istituzione un'inondazione distrusse l'edificio costringendo i fondatori a ricostruirla spostandola più verso nord.

Durante i primi anni dalla nascita della missione, la regione era suddivisa in rancho. Le terre che oggi compongono la città di Montebello erano originariamente parte del Rancho San Antonio, Rancho La Merced, e Rancho Paso de Bartolo.

Il Juan Matias Sanchez Adobe, costruito nel 1844, si trova ancora al centro della vecchia Rancho La Merced, nella parte est di Montebello; recentemente ristrutturato, è la struttura più antica della città.

La battaglia di Rio San Gabriel ha avuto luogo a Montebello l'8 gennaio 1847. Questa battaglia che ha dato il controllo di Los Angeles e dell'Alta California agli Stati Uniti, è stata un importante fattore decisivo per la vittoria di questi ultimi, della guerra messico-statunitense. Oggi il sito è la California State Historical Landmark 385, e ci sono due vecchi cannoni e una targa che commemora la battaglia sul fiume Bluff Road e Washington Boulevard.
Dopo la guerra civile americana, circa 2.000 ettari della parte est di Los Angeles, erano di proprietà di un colono italiano di Genova, Alessandro Repetti. Dopo la morte di Repetto nel 1885, suo fratello vendette il suo rancho ad un consorzio di cinque uomini d'affari di Los Angeles, tra cui il banchiere Isaias Hellman e il droghiere e storico Harris Newmark, per $ 60.000, circa 12 dollari per acro.

Successivamente il terreno fu diviso tra i partner, una gran parte (circa 810 ettari) andò ad un partner di Newmark e suo nipote, il banchiere Kaspare Cohn. Dopo aver chiesto l'aiuto dell'ingegnere idraulico William Mulholland per la progettazione e la costruzione di un sistema idrico, il territorio fu diviso. Nel 1900 il sistema idrico fu completato.

Una superficie di 81 ettari, adiacente ai sentieri di San Pedro, Los Angeles e Salt Lake Railroad (ora parte della Union Pacific Railroad) sono stati trasformati in una città chiamata Newmark, e il resto del terreno è stato suddiviso in 5 acri, terreno adatto ad un'agricoltura su piccola scala. Su suggerimento di Mulholland, Montebello, è stato adottato come nome della città, che sostituisce l'originale nome di Newmark. Il nome, Montebello è condiviso con diverse altre comunità in Europa e nelle Americhe.
Nel XX secolo, Montebello era conosciuta per la sua produzione di fiori, bacche, frutta e verdura. Il primo spettacolo floreale fu sponsorizzato dal Montebello Women Club e si svolse nell'auditorium del liceo locale nel 1912.

Il Montebello - El Carmel (Sud Montebello) Improvement Association, il predecessore della Camera di Commercio di Montebello, ha operato dal settembre 1907 all'aprile 1912. Il suo scopo era quello di migliorare e abbellire la comunità. Alcune delle sue realizzazioni sono state: Whittier Boulevard, ha piantato alberi lungo le strade, ha gettato le basi e ha istituito il primo liceo, ha lavorato per l'abolizione del nome Newmark e per avere tutta l'area sotto il Comune di Montebello. Il 19 ottobre 1920, il nome della città è stato ufficialmente cambiato in Montebello ed è stato accolto come il 35º delle città presenti nella contea di Los Angeles, e il sigillo ufficiale conteneva una stella di Natale nel centro.
La Standard Oil Company scoprì il petrolio tra le colline di Montebello nel 1917. Questa scoperta rivoluzionò il volto di Montebello; le colline un tempo agricole divennero giacimenti di petrolio, e producevano un ottavo del greggio della California. Per sessanta anni, le colline di Montebello sono state punteggiate di pozzi di petrolio.
Montebello è stata anche sede di una significativa comunità giapponese. I residenti giapponesi della città gestivano i quattro asili nido in città, ma furono deportati nei campi di internamento durante la seconda guerra mondiale. Più tardi si stabilirono nella stessa zone comunità peruviane-giapponesi e hawaiane-giapponesi.

Quando i cittadini giapponesi tornarono dai campi di internamento, dopo la guerra, scoprirono che avevano perso le loro proprietà; solo una di queste fu ripresa, grazie ad un fedele collaboratore che la prese in consegna, e la restituì al legittimo proprietario dopo la liberazione.

Oggi, la popolazione giapponese di Montebello è oltre l'11% della popolazione totale.

## Geografia fisica

### Clima
| Dati climatici di Montebello, CA | Mesi | Mesi | Mesi | Mesi | Mesi | Mesi | Mesi | Mesi | Mesi | Mesi | Mesi | Mesi | Stagioni | Stagioni | Stagioni | Stagioni | Anno  |
| Dati climatici di Montebello, CA | Gen  | Feb  | Mar  | Apr  | Mag  | Giu  | Lug  | Ago  | Set  | Ott  | Nov  | Dic  | Inv      | Pri      | Est      | Aut      | Anno  |
| -------------------------------- | ---- | ---- | ---- | ---- | ---- | ---- | ---- | ---- | ---- | ---- | ---- | ---- | -------- | -------- | -------- | -------- | ----- |
| T. max. media (°C)               | 20,9 | 21,8 | 22,5 | 25,2 | 26,2 | 29,0 | 31,6 | 31,8 | 30,8 | 27,8 | 24,0 | 21,5 | 21,4     | 24,6     | 30,8     | 27,5     | 26,1  |
| T. min. media (°C)               | 8,8  | 9,2  | 10,2 | 11,7 | 13,8 | 16,0 | 17,9 | 18,5 | 17,6 | 14,6 | 11,1 | 8,5  | 8,8      | 11,9     | 17,5     | 14,4     | 13,2  |
| Precipitazioni (mm)              | 89,7 | 91,4 | 74,7 | 22,9 | 5,8  | 1,5  | 0,3  | 0,5  | 4,3  | 7,9  | 25,4 | 42,4 | 223,5    | 103,4    | 2,3      | 37,6     | 366,8 |

## Il governo
Montebello è amministrata da un consiglio comunale e da un'amministrazione cittadina. Il comune è strettamente legato ai fattori politici e al sindaco, mentre l'amministrazione si occupa della gestione della città e dei dipartimenti.
La città è localizzata nel 30º distretto senatoriale del democratico Ronald S. Calderon, e nella 58ª assemblea distrettuale rappresentata dal democratico Charles M. Calderon. Federalmente, Montebello, è localizzata nel 38º distretto congressionale della California, gestito dalla democratica Grace Napolitano.

### Dipartimento di polizia
Il Comune di Montebello ha un proprio reparto di polizia. Il reparto è costituito da 87 agenti giurati e 10 sergenti; impiega anche 59 esponenti del personale civile organizzati in tre divisioni: servizio sul campo, servizi investigativi, e supporto tecnico.

Il dipartimento offre molti servizi come la sorveglianza dei quartieri e l'accademia per i cittadini.

La prevenzione della criminalità prevede ispezioni di sicurezza gratuite per le imprese locali e per i residenti.

## Popolazione
La più alta percentuale di residenti è rappresentata dai messicani. Montebello è la città più vicina a est Los Angeles, ed è conosciuta per la sua storia e la sua cultura messico-americana. Nella città è presente anche un'importante percentuali di armeni. Il 38,3% dei residenti è nato all'estero.

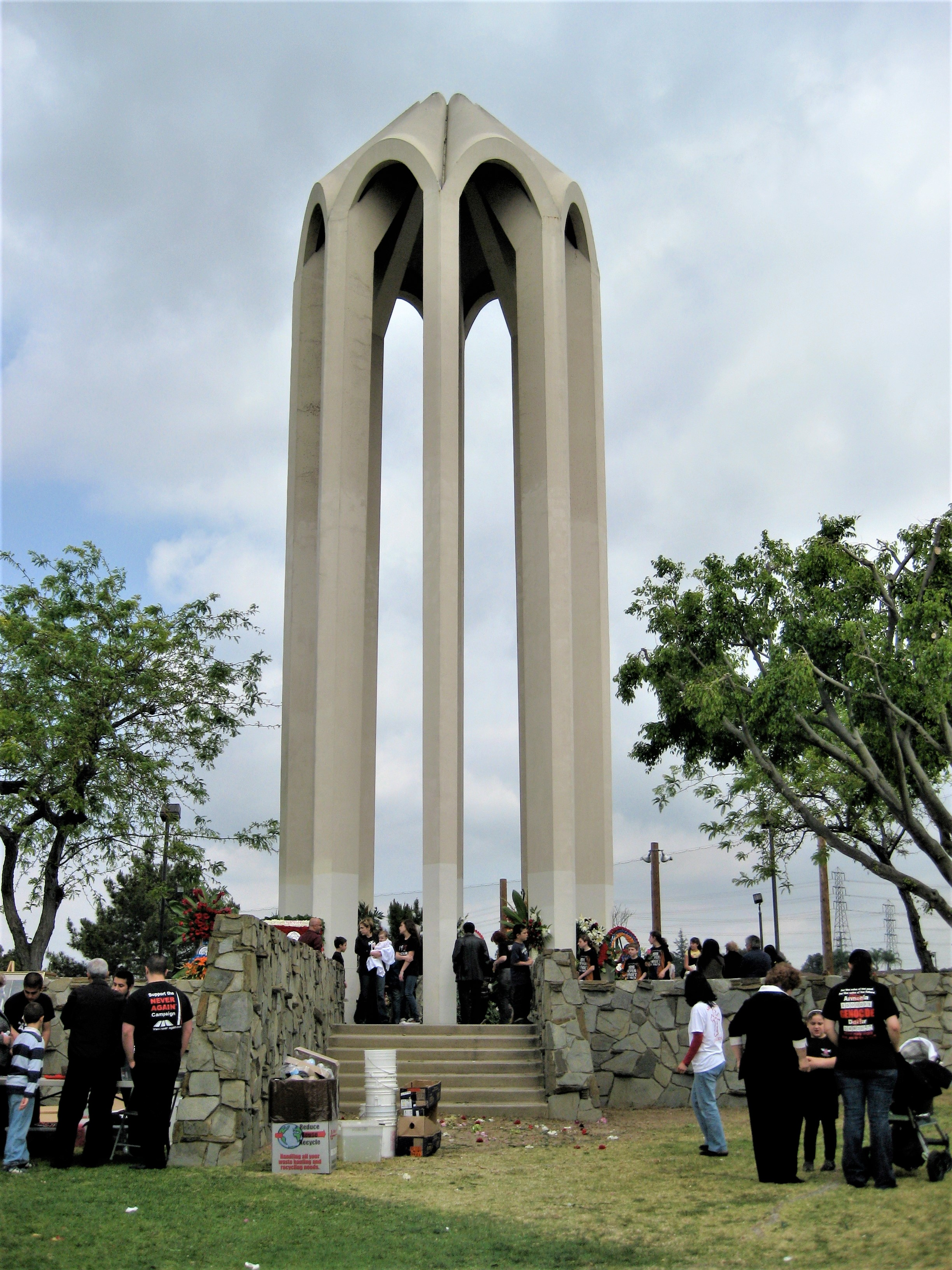
Armenian Genocide Memorial di Montebello

Da un censimento del 2000 risulta che il reddito medio per una famiglia è di $41.257. Gli uomini hanno un reddito medio di $30.423 contro $26.590 delle donne. Il 16,3% dei residenti ha una laurea e il 69% dei residenti il diploma. Circa il 14,2% delle famiglie e il 13,2% della popolazione vive al di sotto della soglia di povertà, tra cui il 24,3% sono sotto i 18 anni e il 10,7% di quelli di età superiore ai 65 anni.

Un censimento del 2010 riportava una popolazione di 62.500. La composizione razziale di Montebello era così suddivisa: 33.633 di bianchi, 567 afro-americani, 634 nativi americani, 6.850 asiatici, 58 delle isole del Pacifico, 18.431 di altre razze, e 2.327 da due o più razze. In totale si contavano tra Ispanici e esponenti di altre razze circa 49.578 persone straniere.

## Infrastrutture e trasporti
I trasporti pubblici sono forniti dalla Montebello Bus Lines del governo. La Montebello Bus Lines è il terzo più grande sistema di bus urbani a Los Angeles con il trasporto di 9,1 milioni persone ogni anno. Comprende 67 autobus a benzina più cinque elettrici; la linea ha dei piani per l'acquisto di altri 25 autobus ibridi che andranno a sostituire 15 autobus diesel.
Il Comune di Montebello opera anche con un servizio Dial-a-Taxi, un programma che offre il trasporto per i residenti anziani e disabili di ogni età e dei loro accompagnatori. 15.000 residenti utilizzano questo servizio.